# British Academy Film Award du meilleur film en langue étrangère
Le British Academy Film Award du meilleur film en langue étrangère (British Academy Film Award for Best Film not in the English Language, littéralement « meilleur film pas en anglais ») est une récompense cinématographique britannique décernée depuis 1983 par la British Academy of Film and Television Arts (BAFTA) lors de la cérémonie annuelle des British Academy Film Awards.
Évolution des catégories :
- British Academy Film Award du meilleur film (depuis 1948)
- British Academy Film Award du meilleur film britannique (de 1948 à 1968 puis à partir de 1993)
- British Academy Film Award du meilleur film en langue étrangère (depuis 1983)

## Introduction
La BAFTA a modifié les titres et l'organisation des catégories pour le meilleur film depuis 1948.
Jusqu'en 1968, deux récompenses du meilleur film étaient décernées chaque année : Meilleur film britannique et Meilleur film (toutes sources) (pour les films non britanniques). Il a été possible pour les films britanniques d'être nommé dans les deux catégories et, parfois, de gagner les deux récompenses. À partir de 1969, ces prix ont été remplacés par le seul British Academy Film Award du meilleur film et les films britanniques n'étaient plus distingués des autres.
En 1985, le BAFTA a commencé à séparer les films en langue anglaise des films en d'autres langues, en créant la récompense du Meilleur film en langue étrangère. En 1988, son titre a été changé en Meilleur film en langue non-anglaise ou plus communément Meilleur film étranger. Comme avant, il est possible pour les films en langue étrangère d'être nommés en même temps pour le Meilleur film, mais à ce jour, aucun film n'a remporté les deux catégories.
Jusqu'en 1981, le prix était remis au réalisateur. De 1981 à 1985, il a été remis uniquement aux producteurs, puis en 1986 il a été partagé entre le réalisateur et les producteurs. Depuis 1998, il est remis une fois de plus aux seuls producteurs.

## Palmarès
Note : les gagnants sont indiqués en gras. Les années indiquées sont celles au cours desquelles la cérémonie a eu lieu, soit l'année suivant leur sortie en salles (au Royaume-Uni).
Le symbole « ♕ » rappelle le gagnant et « ♙ » une nomination à l'Oscar du meilleur film étranger la même année.
« Réal. » indique le réalisateur et « Prod. » le producteur (si différent).

### Années 1980
De 1983 à 1988 : Meilleur film en langue étrangère.
- 1983 : Le Christ s'est arrêté à Eboli (Cristo si è fermato a Eboli) – Réal. : Francesco Rosi ; Prod. : Nicola Carraro •  France /  Italie
  - Le Bateau (Das Boot) – Réal. : Wolfgang Petersen ; Prod. : Günter Rohrbach •  Allemagne de l'Ouest
  - Diva – Réal. : Jean-Jacques Beineix ; Prod. : Irène Silberman et Serge Silberman •  France
  - Fitzcarraldo – Réal. : Werner Herzog ; Prod. : Werner Herzog et Willi Segler et Lucki Stipetic •  Pérou /  Allemagne de l'Ouest

- 1984 : Danton – Réal. : Andrzej Wajda ; Prod. : Margaret Menegoz et Barbara Pec-Slesicka •  France /  Pologne /  Allemagne de l'Ouest
  - Fanny et Alexandre (Fanny och Alexander) – Réal. : Ingmar Bergman ; Prod. : Jörn Donner •  Suède /  France /  Allemagne de l'Ouest
  - La Traviata – Réal. : Franco Zeffirelli ; Prod. : Tarak Ben Ammar •  Italie
  - Vivement dimanche ! – Réal. : François Truffaut ; Prod. : Armand Barbault •  France

- 1985 : Carmen – Réal. : Carlos Saura ; Prod. : Emiliano Piedra •  Espagne ♕
  - Le Retour de Martin Guerre – Réal. : Daniel Vigne •  France
  - Un amour de Swann – Réal. : Volker Schlöndorff ; Prod. : Margaret Ménégoz •  France /  Allemagne de l'Ouest
  - Un dimanche à la campagne – Réal. : Bertrand Tavernier ; Prod. : Alain Sarde •  France

- 1986 : Colonel Redl (Oberst Redl) – Réal. : István Szabó ; Prod. : József Marx •  Hongrie /  Autriche /  Allemagne de l'Ouest ♙
  - Carmen – Réal. : Francesco Rosi ; Prod. : Patrice Ledoux •  Italie
  - Dim Sum: A Little Bit of Heart – Réal. : Wayne Wang ; Prod. : Tom Sternberg •  États-Unis
  - Subway – Réal. : Luc Besson ; Prod. : François Ruggieri •  France

- 1987 : Ran (乱) – Réal. : Akira Kurosawa ; Prod. : Serge Silberman •  Japon /  France
  - 37°2 le matin – Réal. : Jean-Jacques Beineix •  France ♙
  - Ginger et Fred (Ginger e Fred) – Réal. : Federico Fellini ; Prod. : Alberto Grimaldi •  Italie /  France /  Allemagne de l'Ouest
  - Otello – Réal. : Franco Zeffirelli ; Prod. : Menahem Golan •  Italie /  Pays-Bas

- 1988 : Le Sacrifice (Offret) – Réal. : Andreï Tarkovski ; Prod. : Anna-Lena Wibom •  Suède /  Royaume-Uni /  France
  - Jean de Florette – Réal. : Claude Berri •  France /  Suisse /  Italie
  - Manon des Sources – Réal. : Claude Berri ; Prod. : Pierre Grunstein et Alain Poiré •  France /  Suisse /  Italie
  - Ma vie de chien (Mitt liv som hund) – Réal. : Lasse Hallström ; Prod. : Waldemar Bergendahl •  Suède

Depuis 1989 : Meilleur film pas en anglais.
- 1989 : Le Festin de Babette (Babettes gæstebud) – Réal. : Gabriel Axel ; Prod. : Just Betzer •  Danemark ♕
  - Au revoir les enfants – Réal. : Louis Malle •  France /  Allemagne de l'Ouest ♙
  - Les Yeux noirs (Oci ciornie) – Réal. : Nikita Mikhalkov ; Prod. : Carlo Cucchi •  Italie
  - Les Ailes du désir (Der Himmel über Berlin) – Réal. : Wim Wenders ; Prod. : Anatole Dauman •  Allemagne de l'Ouest /  France

### Années 1990
- 1990 : La Vie et rien d'autre – Réal. : Bertrand Tavernier ; Prod. : René Cleitman •  France
  - Pelle le Conquérant (Pelle Erobreren) – Réal. : Bille August ; Prod. : Per Holst •  Danemark /  Suède ♕
  - Salaam Bombay ! (सलाम बॉम्बे!) – Réal. : Mira Nair ; Prod. : Gabriel Auer •  Inde /  Royaume-Uni /  France ♙
  - Femmes au bord de la crise de nerfs (Mujeres al borde de un ataque de nervios) – Réal. : Pedro Almodóvar •  Espagne ♙

- 1991 : Cinema Paradiso (Nuovo Cinema Paradiso) – Réal. : Giuseppe Tornatore ; Prod. : Franco Cristaldi •  Italie ♕
  - Jésus de Montréal – Réal. : Denys Arcand ; Prod. : Roger Frappier et Pierre Gendron •  Canada /  France ♙
  - Milou en mai – Réal. : Louis Malle •  France /  Italie
  - Romuald et Juliette – Réal. : Coline Serreau ; Prod. : Jean-Louis Piel et Philippe Carcassonne •  France

- 1992 : Das schreckliche Mädchen – Réal. : Michael Verhoeven ; Prod. : Michael Senftleben •  Allemagne de l'Ouest ♙
  - Cyrano de Bergerac – Réal. : Jean-Paul Rappeneau ; Prod. : René Cleitman et Michel Seydoux •  France ♙
  - Le Mari de la coiffeuse – Réal. : Patrice Leconte ; Prod. : Thierry de Ganay •  France
  - Toto le héros – Réal. : Jaco Van Dormael ; Prod. : Pierre Drouot et Dany Geys •  Belgique /  France /  Allemagne

- 1993 : Épouses et Concubines (大紅燈籠高高掛) – Réal. : Zhang Yimou ; Prod. : Fu-Sheng Chiu •  Chine /  Hong Kong /  Taïwan ♕
  - Les Amants du Pont-Neuf – Réal. : Leos Carax ; Prod. : Christian Fechner •  France
  - Delicatessen – Réal. : Jean-Pierre Jeunet et Marc Caro ; Prod. : Claudie Ossard •  France
  - Europa Europa (Hitlerjunge Salomon) – Réal. : Agnieszka Holland ; Prod. : Artur Brauner et Margaret Ménégoz •  Allemagne /  France /  Pologne

- 1994 : Adieu ma concubine (霸王别姬) – Réal. : Chen Kaige ; Prod. : Feng Hsu •  Chine /  Hong Kong ♙
  - Un cœur en hiver – Réal. : Claude Sautet ; Prod. : Jean-Louis Livi et Philippe Carcassonne •  France
  - Les Épices de la passion (Como agua para chocolate) – Réal. : Alfonso Arau •  Mexique
  - Indochine – Réal. : Régis Wargnier ; Prod. : Eric Heumann •  France ♕

- 1995 : Vivre ! (活着) – Réal. : Zhang Yimou ; Prod. : Fu-Sheng Chiu •  Chine /  Hong Kong
  - Trois Couleurs : Rouge – Réal. : Krzysztof Kieslowski ; Prod. : Marin Karmitz •  France /  Pologne /  Suisse
  - Salé, sucré (飲食男女) – Réal. : Ang Lee ; Prod. : Li-Kong Hsu •  Taïwan /  États-Unis ♙

- 1996 : Le Facteur (Il Postino) – Réal. : Michael Radford ; Prod. : Mario Cecchi Gori, Vittorio Cecchi Gori et Gaetano Daniele •  France /  Italie /  Belgique ♙
  - Les Misérables – Réal. : Claude Lelouch •  France
  - La Reine Margot – Réal. : Patrice Chéreau ; Prod. : Pierre Grunstein •  France /  Italie /  Allemagne
  - Soleil trompeur (Утомлённые солнцем) – Réal. : Nikita Mikhalkov ; Prod. : Michel Seydoux •  Russie /  France ♕

- 1997 : Ridicule – Réal. : Patrice Leconte ; Prod. : Frédéric Brillion, Philippe Carcassonne et Gilles Legrand •  France ♙
  - Antonia et ses filles (Antonia) – Réal. : Marleen Gorris ; Prod. : Hans De Weers •  Pays-Bas /  Belgique /  Royaume-Uni ♕
  - Kolya (Kolja) – Réal. : Jan Svěrák ; Prod. : Eric Abraham •  République tchèque ♕
  - Nelly et Monsieur Arnaud – Réal. : Claude Sautet ; Prod. : Alain Sarde •  France

- 1998 : L'Appartement – Réal. : Gilles Mimouni ; Prod. : Georges Benayoun •  France /  Espagne /  Italie
  - Lucie Aubrac – Réal. : Claude Berri ; Prod. : Pierre Grunstein •  France
  - Ma vie en rose – Réal. : Alain Berliner ; Prod. : Carole Scotta •  Belgique /  France /  Royaume-Uni
  - La Leçon de tango (La lección de tango) – Réal. : Sally Potter ; Prod. : Christopher Sheppard et Oscar Kramer •  Argentine /  Royaume-Uni /  France /  Allemagne /  Pays-Bas

- 1999 : Central do Brasil – Réal. : Walter Salles ; Prod. : Arthur Cohn et Martine de Clermont-Tonnerre •  Brésil /  France ♙
  - La vie est belle (La vita è bella) – Réal. : Roberto Benigni ; Prod. : Elda Ferri et Gianluigi Braschi •  Italie ♕
  - Le Bossu – Réal. : Philippe de Broca ; Prod. : Patrick Godeau •  France /  Italie /  Allemagne
  - En chair et en os (Carne Trémula) – Réal. : Pedro Almodóvar •  Espagne /  France

### Années 2000
- 2000 : Tout sur ma mère (Todo sobre mi madre) – Réal. : Pedro Almodóvar ; Prod. : Agustín Almodóvar •  Espagne /  France ♕
  - Buena Vista Social Club – Réal. : Wim Wenders ; Prod. : Rosa Bosch, Ulrich Felsberg et Deepak Nayar •  Allemagne /  Cuba /  États-Unis /  France /  Royaume-Uni
  - Festen – Réal. : Thomas Vinterberg ; Prod. : Birgitte Hald et Morten Kaufmann •  Danemark /  Suède
  - Cours, Lola, cours (Lola rennt) – Réal. : Tom Tykwer ; Prod. : Stefan Arndt •  Allemagne

- 2001 : Tigre et Dragon (卧虎藏龙) – Réal. : Ang Lee ; Prod. : Hsu Li Kong et William Kong •  Chine ♕
  - La Fille sur le pont – Réal. : Patrice Leconte ; Prod. : Christian Fechner •  France
  - Harry, un ami qui vous veut du bien – Réal. : Dominik Moll ; Prod. : Michel Saint-Jean •  France
  - In the Mood for Love (花樣年華) – Réal. : Wong Kar-wai •  Hong Kong /  France
  - Malèna – Réal. : Giuseppe Tornatore ; Prod. : Harvey Weinstein et Carlo Bernasconi •  Italie /  États-Unis

- 2002 : Amours chiennes (Amores Perros) – Réal. : Alejandro González Iñárritu •  Mexique ♙
  - Le Fabuleux Destin d'Amélie Poulain – Réal. : Jean-Pierre Jeunet ; Prod. : Claudie Ossard •  France /  Allemagne ♙
  - Avril brisé (Abril Despedaçado) – Réal. : Walter Salles ; Prod. : Arthur Cohn •  Brésil /  France /  Suisse
  - Le Mariage des moussons (Monsoon Wedding) – Réal. : Mira Nair ; Prod. : Caroline Baron •  Inde /  États-Unis /  France /  Italie /  Allemagne
  - La Pianiste – Réal. : Michael Haneke ; Prod. : Veit Heiduschka •  France /  Allemagne /  Pologne /  Autriche

- 2003 : Parle avec elle (Hable con ella) – Réal. : Pedro Almodóvar ; Prod. : Agustín Almodóvar •  Espagne
  - Y tu mamá también – Réal. : Alfonso Cuarón ; Prod. : Jorge Vergara •  Mexique
  - La Cité de Dieu (Cidade de Deus) – Réal. : Fernando Meirelles et Kátia Lund ; Prod. : Andrea Barata Ribeiro et Mauricio Andrade Ramos •  Brésil /  France /  États-Unis
  - Devdas (देवदास) – Réal. : Sanjay Leela Bhansali ; Prod. : Bharat Shah •  Inde
  - The Warrior – Réal. : Asif Kapadia ; Prod. : Bertrand Faivre •  Royaume-Uni /  France /  Allemagne

- 2004 : In This World de Michael Winterbottom –  Royaume-Uni (en dari, pachto, italien et anglais)
  - Les Invasions barbares de Denys Arcand –  Canada (en français) ♕
  - Les Triplettes de Belleville de Sylvain Chomet –  France /  Belgique /  Canada /  Royaume-Uni (en français)
  - Être et avoir de Nicolas Philibert –  France (en français)
  - Good Bye, Lenin! (Good Bye Lenin!) de Wolfgang Becker –  Allemagne (en allemand)
  - Le Voyage de Chihiro (千と千尋の神隠し) de Hayao Miyazaki – Japon (en japonais)

- 2005 : Carnets de voyage (Diarios de motocicleta) de Walter Salles –  Argentine /  Pérou /  Chili /  Royaume-Uni /  États-Unis /  France /  Allemagne (en espagnol, quechua et mapudungun)
  - Les Choristes de Christophe Barratier –  France / Suisse /  Allemagne (en français) ♙
  - Un long dimanche de fiançailles de Jean-Pierre Jeunet –  France /  États-Unis (en français, allemand et corse)
  - La Mauvaise Éducation (La mala educación) de Pedro Almodóvar –  Espagne (en espagnol)
  - Le Secret des poignards volants (十面埋伏) de Zhang Yimou –  Chine /  Hong Kong (en mandarin)

- 2006 : De battre mon cœur s'est arrêté de Jacques Audiard –  France (en français)
  - Le Grand Voyage de Ismaël Ferroukhi –  France /  Maroc (en arabe et français)
  - Joyeux Noël de Christian Carion –  France /  Allemagne /  Belgique /  Royaume-Uni /  Roumanie (en français, allemand, anglais et latin) ♙
  - Crazy Kung-Fu (功夫) de Stephen Chow –  Chine /  Hong Kong (en cantonais)
  - Mon nom est Tsotsi (Tsotsi) de Gavin Hood –  Afrique du Sud /  Royaume-Uni (en tswana, zoulou, sotho du Sud, afrikaans et anglais) ♕

- 2007 : Le Labyrinthe de Pan (El laberinto del fauno) de Guillermo del Toro –  Mexique /  Espagne (en espagnol)♙
  - Apocalypto de Mel Gibson –  États-Unis (en maya yucatèque)
  - Black Book (Zwartboek) de Paul Verhoeven –  Pays-Bas /  Belgique /  Royaume-Uni /  Allemagne (en néerlandais, allemand, anglais et hébreu)
  - Rang De Basanti (रंग दे बसंती) de Rakeysh Omprakash Mehra –  Inde (en hindi)
  - Volver de Pedro Almodóvar –  Espagne (en espagnol)

- 2008 : La Vie des autres (Das Leben der Anderen) de Florian Henckel von Donnersmarck –  Allemagne (en allemand) ♕
  - Le Scaphandre et le Papillon de Julian Schnabel –  France /  États-Unis (en français)
  - Les Cerfs-volants de Kaboul (The Kite Runner) de Marc Forster –  États-Unis (en dari, pachto, ourdou et anglais)
  - La Môme de Olivier Dahan –  France /  Royaume-Uni /  République tchèque (en français)
  - Lust, Caution (色、戒) de Ang Lee –  États-Unis /  Chine /  Taïwan /  Hong Kong (en mandarin, shanghaïen, cantonais, mandarin standard du Sichuan, japonais, hindi et anglais)

- 2009 : Il y a longtemps que je t'aime de Philippe Claudel –  France (en français)
  - La Bande à Baader (Der Baader Meinhof Komplex) de Uli Edel –  Allemagne (en allemand)
  - Gomorra de Matteo Garrone –  Italie (en italien)
  - Persepolis de Marjane Satrapi –  France (en français)
  - Valse avec Bachir (ואלס עם באשיר) de Ari Folman –  Israël /  Allemagne /  France /  États-Unis (en hébreu et anglais) ♙

### Années 2010
- 2010 : Un prophète de Jacques Audiard –  France (en français) ♙
  - Étreintes brisées (Los abrazos rotos) de Pedro Almodóvar –  Espagne (en espagnol)
  - Coco avant Chanel de Anne Fontaine –  France (en français)
  - Morse (Låt den rätte komma in) de Tomas Alfredson –  Suède (en suédois)
  - Le Ruban blanc (Die Weiße Band) de Michael Haneke –  Allemagne /  Autriche /  France /  Italie (en allemand) ♙

- 2011 : Millénium (Män som hatar kvinnor) de Niels Arden Oplev –  Suède (en suédois)
  - Amore (Io sono l'Amore) de Luca Guadagnino –  Italie (en italien)
  - Biutiful de Alejandro González Iñárritu –  Mexique /  Espagne (en espagnol) ♙
  - Dans ses yeux (El secreto de sus ojos) de Juan José Campanella –  Argentine (en espagnol)
  - Des hommes et des dieux de Xavier Beauvois –  France (en français)

- 2012 : La piel que habito de Pedro Almodóvar –  Espagne (en espagnol)
  - Incendies de Denis Villeneuve –  Canada (en français) ♙
  - Pina de Wim Wenders –  Allemagne (en allemand)
  - Potiche de François Ozon –  France (en français)
  - Une séparation (جدایی نادر از سیمین) de Asghar Farhadi –  Iran (en persan) ♕

- 2013 : Amour de Michael Haneke –  Autriche /  France (en français) ♕
  - La Chasse (Jagten) de Thomas Vinterberg –  Danemark (en danois) ♙[1]
  - De rouille et d'os de Jacques Audiard –  Belgique /  France (en français)
  - Headhunters de Morten Tyldum –  Norvège (en norvégien)
  - Intouchables de Olivier Nakache et Éric Toledano –  France (en français)

- 2014 : La grande bellezza de Paolo Sorrentino –  Italie (en italien) ♙
  - The Act of Killing (Jagal) de Joshua Oppenheimer –  Danemark /  Norvège /  Royaume-Uni (en indonésien)
  - Metro Manila de Sean Ellis –  Royaume-Uni (en philippin et tagalog)
  - La Vie d'Adèle : Chapitres 1 et 2 de Abdellatif Kechiche –  France /  Belgique /  Espagne (en français)
  - Wadjda (وجدة) de Haifaa al-Mansour –  Arabie saoudite (en arabe)

- 2015 : Ida de Paweł Pawlikowski –  Pologne /  Danemark /  France /  Royaume-Uni (en polonais)
  - Deux jours, une nuit des Frères Dardenne –  Belgique /  France /  Italie (en français)
  - Favelas (Trash) de Stephen Daldry –  Brésil /  Royaume-Uni (en portugais)
  - Léviathan (Левиафан, Leviafan) de Andreï Zviaguintsev –  Russie (en russe)
  - The Lunchbox (द लंच बॉक्स, Dabba) de Ritesh Batra –  Inde /  France /  Allemagne /  États-Unis (en hindi)

- 2016 : Les Nouveaux Sauvages (Wild Tales) de Damián Szifrón –  Argentine /  Espagne (en espagnol)
  - The Assassin (刺客聶隱娘) de Hou Hsiao-hsien –  Taïwan /  Chine /  Hong Kong (en mandarin)
  - Snow Therapy (Turist) de Ruben Östlund –  Suède (en suédois et norvégien)
  - Theeb de Naji Abu Nowar –  Jordanie /  Royaume-Uni (en arabe hijazi et anglais)
  - Timbuktu de Abderrahmane Sissako –  Mauritanie /  France (en tamasheq, arabe, français, songhaï, bambara et anglais)

- 2017 : Le Fils de Saul (Son of Saul) de László Nemes –  Hongrie (en hongrois, yiddish, allemand et polonais)
  - Dheepan de Jacques Audiard –  France (en français)
  - Julieta de Pedro Almodóvar –  Espagne (en espagnol)
  - Mustang de Deniz Gamze Ergüven –  France /  Turquie /  Allemagne (en turc)
  - Toni Erdmann de Maren Ade –  Allemagne /  Autriche (en anglais, allemand et roumain)

- 2018 : Mademoiselle (아가씨) de Park Chan-wook –  Corée du Sud (en coréen et japonais)
  - Le Client de Asghar Farhadi –  Iran (en persan)
  - D'abord, ils ont tué mon père (First They Killed My Father) d'Angelina Jolie –  Cambodge (en khmer, anglais et français)
  - Elle de Paul Verhoeven –  Allemagne /  Belgique /  France (en français)
  - Faute d'amour de Andreï Zviaguintsev –  Russie (en russe)

- 2019 : Roma de Alfonso Cuarón –  Mexique (en espagnol et mixtèque)
  - Capharnaüm de Nadine Labaki –  Liban (en arabe et amharique)
  - Cold War de Paweł Pawlikowski –  Pologne (en polonais, français et allemand)
  - Dogman de Matteo Garrone –  Italie (en italien)
  - Une affaire de famille (万引き家族) de Hirokazu Kore-eda –  Japon (en japonais)

### Années 2020
- 2020 : Parasite de Bong Joon-ho –  Corée du Sud (en coréen)
  - L'Adieu (The Farewell) de Lulu Wang –  États-Unis (en mandarin, anglais, japonais et italien)
  - Pour Sama (For Sama) de Waad al-Kateab et Edward Watts –  Royaume-Uni /  Syrie (en arabe et anglais)
  - Douleur et Gloire (Dolor y gloria) de Pedro Almodóvar –  Espagne (en espagnol)
  - Portrait de la jeune fille en feu de Céline Sciamma –  France (en français)

- 2021 : Drunk de Thomas Vinterberg –  Danemark (en danois)
  - Chers Camarades ! (Dear Comrades!) de Andreï Kontchalovski –  Russie (en russe)
  - Les Misérables de Ladj Ly –  France (en français)
  - Minari de Lee Isaac Chung –  États-Unis (en anglais)
  - La Voix d'Aïda (Quo vadis, Aida ?) de Jasmila Žbanić –  Bosnie-Herzégovine (en bosnien, anglais, serbe et néerlandais)

- 2022 : Drive My Car (ドライブ・マイ・カー) de Ryūsuke Hamaguchi et Ter'''uhisa Yamamoto –  Japon (en japonais, coréen, langue des signes coréenne, anglais, mandarin, allemand, tagalog et indonésien)'
  - La Main de Dieu (È stata la mano di Dio) de Paolo Sorrentino et Lorenzo Mieli –  Italie (en italien)
  - Madres paralelas de Pedro Almodóvar et Agustín Almodóvar –  Espagne (en espagnol)
  - Petite Maman de Céline Sciamma et Bénédicte Couvreur –  France (en français)
  - Julie (en 12 chapitres) (Verdens verste menneske) de Joachim Trier et Thomas Robsahm –  Norvège (en norvégien)

- 2023 : À l'Ouest, rien de nouveau de Edward Berger –  Allemagne (en allemand)
  - Argentina, 1985 de Santiago Mitre –  Argentine (en espagnol)
  - Corsage de Marie Kreutzer –  Autriche (en allemand)
  - Decision to Leave de Park Chan-wook –  Corée du Sud (en coréen)
  - The Quiet Girl (An Cailín Ciúin) de Colm Bairéad –  Irlande (en irlandais)

- 2024 : La Zone d'intérêt -   États-Unis /  Royaume-Uni /  Pologne (en allemand et polonais)
  - 20 Days in Mariupol -  Ukraine (en ukrainien et russe)
  - Anatomie d'une chute -  France (en français)
  - Past Lives - Nos vies d'avant -  États-Unis (en anglais)
  - Le Cercle des neiges -  Espagne /  Uruguay (en espagnol)

- 2025 : Emilia Pérez (Jacques Audiard,  France)
  - All We Imagine as Light – Payal Kapadia, Thomas Hakim, and Julien Graff
  - Les Graines du figuier sauvage (Mohammad Rasoulof,  Allemagne)
  - Je suis toujours là (Walter Salles,  Brésil)
  - Kneecap – Rich Peppiatt, Jack Tarling, Trevor Birney